# Менгишево
Менги́шево (болг. Менгишево) — село в Шуменській області Болгарії. Входить до складу общини Вирбиця.

## Населення
За даними перепису населення 2011 року у селі проживали 458 осіб.
Національний склад населення села:
| Національність   | Кількість осіб | Відсоток |
| ---------------- | -------------- | -------- |
| цигани           | 186            | 49,2%    |
| турки            | 125            | 33,1%    |
| болгари          | 38             | 10,1%    |
| Всього відповіли | 378            |          |

Розподіл населення за віком у 2011 році:
Динаміка населення: